# Dietwil
Dietwil é uma comuna da Suíça, no Cantão Argóvia, com cerca de 1.007 habitantes. Estende-se por uma área de 5,49 km², de densidade populacional de 183 hab/km². Confina com as seguintes comunas: Honau (LU), Hünenberg (ZG), Inwil (LU), Oberrüti, Risch (ZG), Sins. 
A língua oficial nesta comuna é o Alemão.